# Enanatum Ier
Enanatum Ier était un roi sumérien de Lagash vers 2425 av. J.-C., successeur de Eanatum.